# Янська затока
Янська затока (рос. Янский залив) — затока моря Лаптєвих на території Республіки Якутія, Росія. Названа по річці Яна. Розташовано між мисом Буор-Хая на заході і Ебеляхською губою на сході.
Річка Яна в гирлі утворює велику дельту (10 200 км²), яка займає більшу частину узбережжя затоки. Затока покрита кригою приблизно 9 місяців на рік.
Західний берег затоки піднесений, південний і східний низинний. Затока переповнена паковою кригою, яка тагне не раніше кінця червня.
У затоці знаходиться декілька островів, найбільший з яких острів Ярок. Також у затоці знаходяться острів Макар і Шелонські острови. На схід від островів лежить глибока затока Селляхська губа. Крім річки Яна (західна частина) в затоку впадають малі річки Ченедан (східна частина) і, між ними, річка Томський-Юряге, що протікає по озерній і заболоченій прибережній місцевості.